# Amplexus

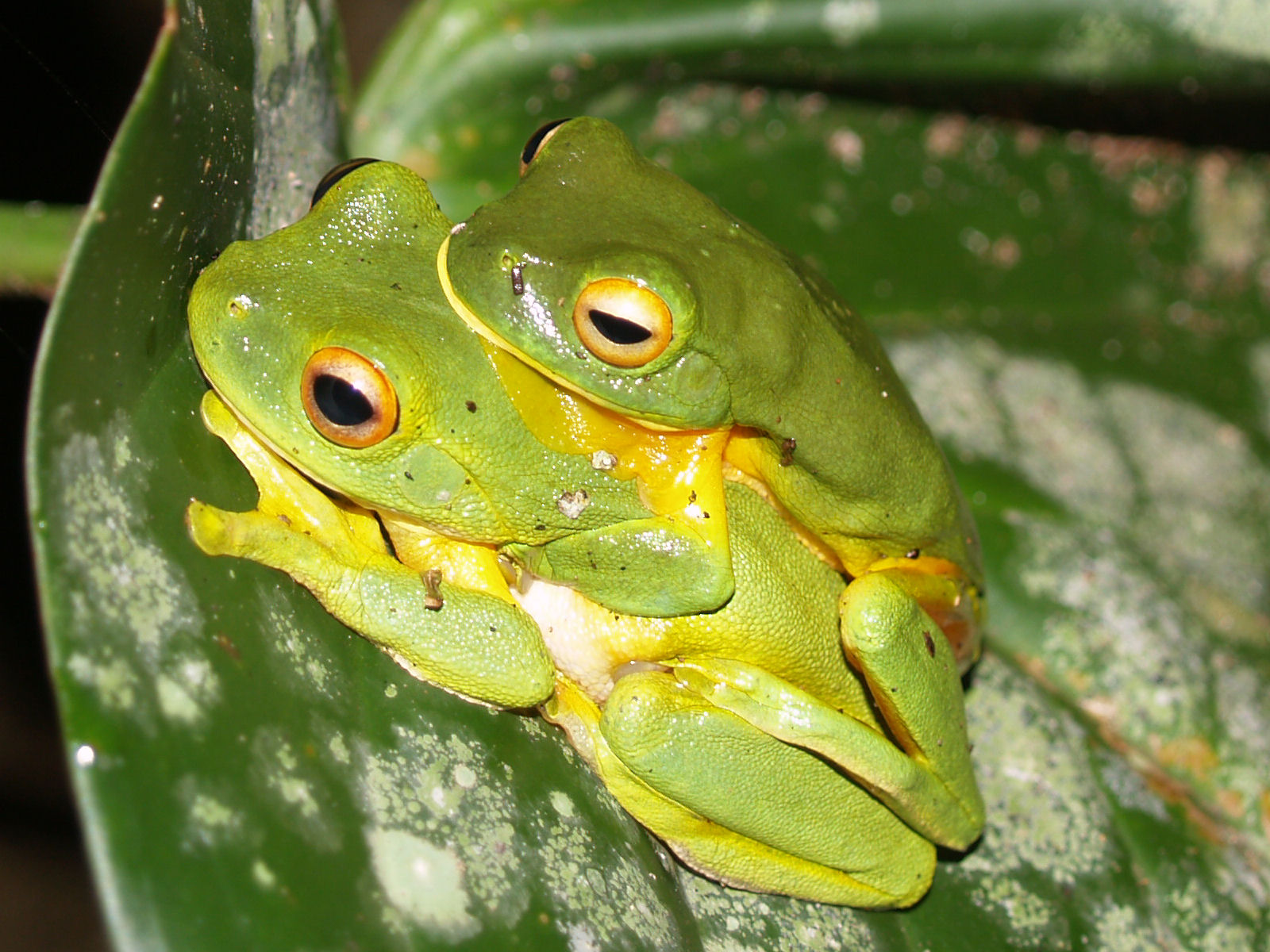
Párzó (Litoria xanthomera) békák

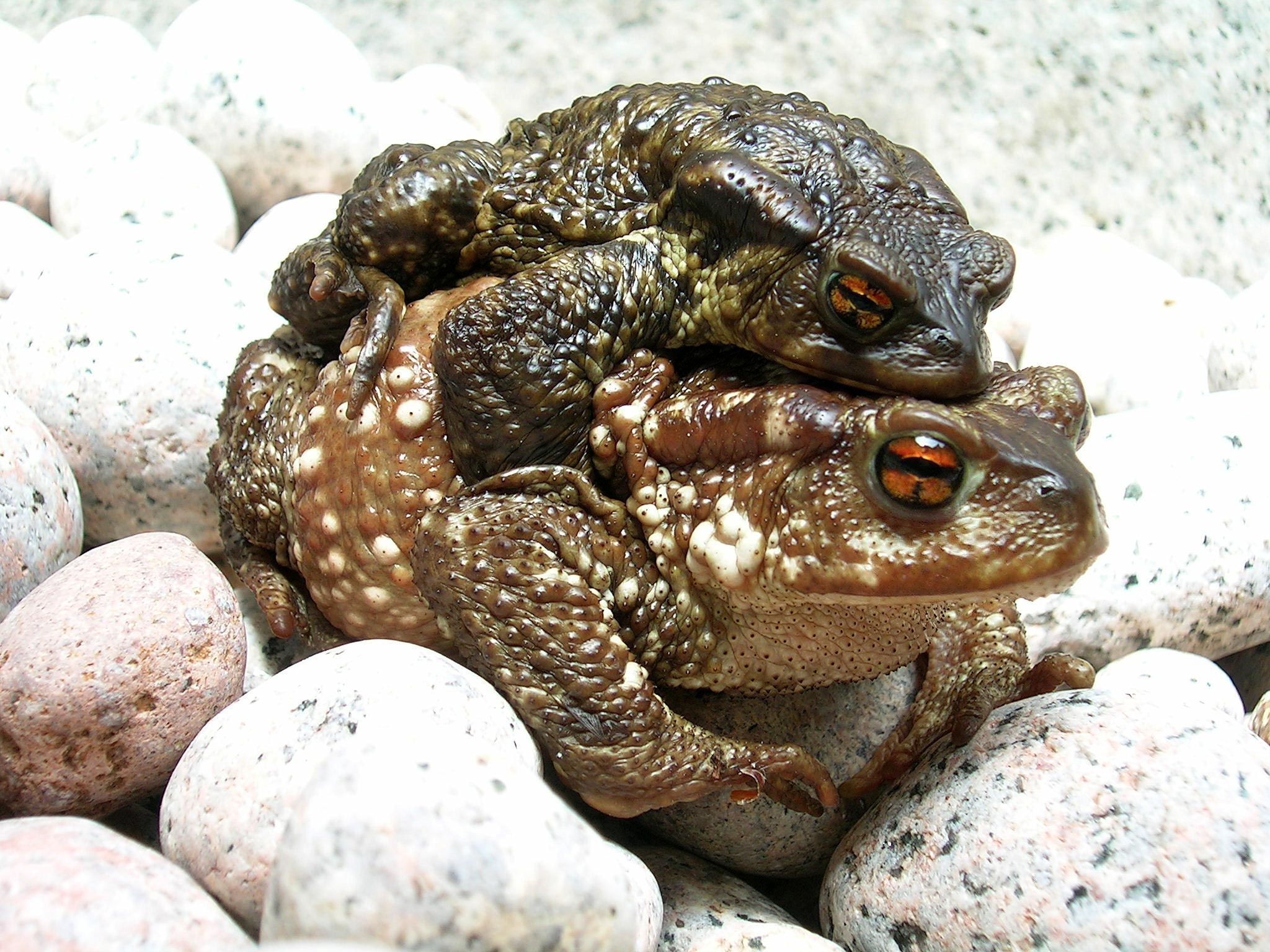
Barna varangyok amplexusa

Az amplexus (latinul „ölelés”) az álpárzás egy formája békáknál. Ennek során a hím béka rákapaszkodik a nőstényre, mellső lábaival megragadja (karoló testhelyzetet vesz fel), míg az lerakja petéit. Ezzel egyidőben a hím megtermékenyíti azokat, spermát tartalmazó folyadék kibocsátásával (külső megtermékenyítés).
Az átkarolás történhet ágyéktájon (lumbáris amplexus) vagy feljebb (axiliáris amplexus). Hossza néhány perctől néhány napig is eltarthat. Az amplexus többnyire vízben történik, bár egyes szárazföldi életmódú békáknál, mint például a korongnyelvűbéka-féléknél a földön is történhet. A fejlettebb taxonoknál (például a valódi békafélék, a levelibéka-félék és a varangyfélék) axiliáris az amplexus (hónalji), az alapi helyzetűeknél (az Archaeobatrachia alrend és a Myobatrachidae család) pedig ágyéktáji. A Seychelle-szigeteki békafélék inguinális (lágyéktáji) amplexusa során a hím, annak hátsó lábaitól kissé anterior irányban, a derekánál ragadja meg a nőstényt. Egyes fajoknál az amplexus kefalikus (a hím a fejénél tartja a nőstényt), más fajoknál az amplexus teljesen hiányzik.
A legtöbb békafaj hímje spermájával közvetlenül a frissen lerakott petéket termékenyíti meg, ám az Ascaphus nem hímjeinek egy köztes szerve alakult ki – egyedüliként a békák között – a belső megtermékenyítésre. Belső megtermékenyítés néhány másik nemnél is előfordul, ilyen a Nectophrynoides, a Mertensophryne és az Eleutherodactylus.

## Fordítás
- Ez a szócikk részben vagy egészben az Amplexus című angol Wikipédia-szócikk ezen változatának fordításán alapul.  Az eredeti cikk szerkesztőit annak laptörténete sorolja fel. Ez a jelzés csupán a megfogalmazás eredetét és a szerzői jogokat jelzi, nem szolgál a cikkben szereplő információk forrásmegjelöléseként.